# Motorite Racing
Motorite Racing ist ein in Johannesburg und Kapstadt ansässiger Motorsportveranstalter, Rennstall und Rennwagenhersteller Südafrikas. Zudem bietet das Unternehmen mit seinem Versicherungsunternehmen Motorite Insurance Administrators (Pty) Ltd, besser bekannt als Motorite Way, die größte unabhängige Versicherung für Rennfahrer des Landes.

## Geschichte
Bereits 1984 wurde das Unternehmen als Rennstall und Versicherungsunternehmen gegründet. Kunden wurden so vor allem die in Südafrika produzierenden Hersteller Toyota und Volkswagen, für welche das Unternehmen Fahrer stellt und dafür auch eigene Fahrzeugteile für die bevorstehenden Rennveranstaltungen entwickelt. Weitere Niederlassungen der Versicherung erfolgten schließlich auch in den Ländern Botswana und Namibia. Derzeit beschäftigt das Unternehmen knapp 200 Arbeitnehmer.

## Der Revo
Der Revo ist eine 1997 von Achim Bergmann für den Offroad-Einsatz (engl. abseits der Straße) konstruierte Eigenentwicklung und verschaffte dem Unternehmen bereits einige Siege. Je nachdem anstehender Herausforderung kommt von dem Modell eine andere Variante zum Einsatz, die sich lediglich durch andere Karosserieteile unterscheidet. Als Motorisierung dient dem Revo ein 6-Liter-V8-Motor des Types General Motors LS2, welcher auch bei der Chevrolet Corvette bis 2007 verbaut wurde. Die Leistung liegt etwa bei 300 kW. Als Getriebe wird ein manuelles Sadev SC90 mit sechs Gängen verwendet. Der Offroader hat durch die Motor-Getriebekombination eine sehr starke Beschleunigung, sodass Motorite Racing sich aus Sicherheitsgründen gezwungen sah, zusätzlich Luftmengenbegrenzer einzubauen. Die Höchstgeschwindigkeit des Revo soll dadurch bei 180 km/h liegen.